# Kenzo (keizer)
Keizer Kenzō (顕宗天皇, Kenzō-tennō), ook gespeld als Ghen-so-tennō, was de 23e keizer van Japan volgens de traditionele opvolgingsvolgorde.
Er zijn geen concrete data bekend over zijn geboorte, regeerperiode en dood, behalve dat hij ergens in de late 5e eeuw keizer was.

## Leven voor het keizerschap
Kenzō’s geboortenaam was Oka. Hij zou de kleinzoon zijn geweest van keizer Richu, en een zoon van Ichinobe-no Oshiwa. Hij was volgens overlevering erg jong toen zijn vader werd gedood door keizer Yuryaku tijdens een expeditie. Na de dood van hun vader moesten zowel Kenzo als zijn broer, prins Ōka, vluchten. Ze vonden een schuilplaats in Akashi in de provincie Harima, waar ze een teruggetrokken bestaan leidden. Volgens historici zouden de twee hebben geprobeerd op te gaan in de boerengemeenschap door zich voor te doen als herders.
De twee zouden per toeval ontdekt zijn door de prins van Harima, waarna Ōka zijn ware identiteit onthulde. Hierdoor werd het bestaan van de twee bekend bij keizer Seinie, die zelf nog geen kinderen had om de troon na te laten. Hij nodigde de twee uit om terug te keren naar het hof, waar hij ze adopteerde als zijn erfgenamen.
Toen Seinei stierf, wilde Kenzo eigenlijk dat zijn broer keizer zou worden, maar die weigerde. Op aandringen van het hof accepteerde Kenzo daarom de troon.

## Kenzō's regeerperiode
Ten tijde van Kenzō’s regeerperiode was de hoofdstad gelegen in Chikatsu Asuka no Yatsuri no Miya (近飛鳥八釣宮,, ちかつあすかのやつりのみや) in de provincie Yamato. De locatie van het paleis was vermoedelijk in de hedendaagse prefectuur Osaka of Nara.
Er is niet veel bekend over het Japan van tijdens Kenzō’s regeerperiode. Wel is bekend dat Kenzō de botten van zijn overleden vader liet opgraven om ze te laten bijzetten in een mausoleum dat volgens hem meer paste bij de zoon van een keizer en de vader van een andere keizer.
Kenzō stierf op 38-jarige leeftijd na slechts drie jaar keizer te zijn geweest. Hij had zelf geen erfgenamen, dus volgde zijn broer hem op als keizer.
* Regent Jingu staat niet op de traditionele lijst.